# Saba News Agency
Saba News Agency (SABA) також відома як Yemen News Agency, Офіційна державна інформаційна агенція Ємену. 

## Історія
SABA була заснована 16 листопада 1970 як інформаційна агенція  Північного Ємену, з офісом в столиці  Сана. 22 травня 1990 агенцію було об'єднано з  Aden News Agency (ANA) Південного Ємену для створення Yemen News Agency Saba. The agency provides news on the Middle East and region.
Є членом Федерації Арабських інформаційних агентств (FANA).
19 січня 2015, Хусити захопили агентство. Потім агентство розділилося на дві фракції: Урядову, та хуситську.

## References
1. ↑  Reuven Shiloah Research Center (1977). Middle East record, Part 5. Israel Oriental Society and Reuven Shiloah Research Center. с. 1331.
2. ↑  History. The Yemen News Agency Saba. Архів оригіналу за 7 червня 2002. Процитовано 13 вересня 2014.
3. ↑  Yemen Country Profile. Nations Online. Архів оригіналу за 20 січня 2015. Процитовано 5 січня 2015.
4. ↑  Shrivastava, K. M. (2007). News agencies from pigeon to internet. Sterling Publishers Pvt. Ltd. с. 280. ISBN 978-1-932705-67-6.
5. ↑  Chulov, Martin (19 січня 2015). Yemen state news agency and TV station seized by Shia Houthi rebels. The Guardian. Архів оригіналу за 3 березня 2016. Процитовано 23 червня 2018.
6. ↑  Loveluck, Louisa (28 травня 2015). Yemen TV v Yemen TV: Saudi Arabia steps up propaganda war with copycat media. The Daily Telegraph. Архів оригіналу за 24 червня 2018. Процитовано 23 червня 2018.